# Episodi di The Magicians (terza stagione)
La terza stagione della serie televisiva The Magicians, composta da 13 episodi, è stata trasmessa negli Stati Uniti dalla rete via cavo Syfy dal 10 gennaio 2018 al 28 marzo 2018.
In Italia, la stagione è stata resa disponibile il 15 giugno 2018 dal servizio on demand TIMvision.
| nº | Titolo originale              | Titolo italiano                | Prima TV USA     | Prima TV Italia |
| -- | ----------------------------- | ------------------------------ | ---------------- | --------------- |
| 1  | The Tales of the Seven Keys   | La storia delle sette chiavi   | 10 gennaio 2018  | 15 giugno 2018  |
| 2  | Heroes and Morons             | Eroi e idioti                  | 17 gennaio 2018  | 15 giugno 2018  |
| 3  | The Losses of Magic           | Perdite di magia               | 24 gennaio 2018  | 15 giugno 2018  |
| 4  | Be the Penny                  | Diventa il Penny               | 31 gennaio 2018  | 15 giugno 2018  |
| 5  | A Life in the Day             | Una vita in un giorno          | 7 febbraio 2018  | 15 giugno 2018  |
| 6  | Do You Like Teeth?            | Ti piacciono i denti?          | 14 febbraio 2018 | 15 giugno 2018  |
| 7  | Poached Eggs                  | Uova in camicia                | 21 febbraio 2018 | 15 giugno 2018  |
| 8  | Six Short Stories About Magic | Sei racconti brevi sulla magia | 28 febbraio 2018 | 15 giugno 2018  |
| 9  | All That Josh                 | Tutto Josh                     | 7 marzo 2018     | 15 giugno 2018  |
| 10 | The Art of the Deal           | L'arte di scendere a patti     | 14 marzo 2018    | 15 giugno 2018  |
| 11 | Twenty-Three                  | 23                             | 21 marzo 2018    | 15 giugno 2018  |
| 12 | The Fillorian Candidate       | Il candidato di Fillory        | 28 marzo 2018    | 15 giugno 2018  |
| 13 | Will You Play with Me?        | Vuoi giocare con me?           | 4 aprile 2018    | 15 giugno 2018  |